# Elo Viiding
Elo Viiding (álneve: Elo Vee; Tallinn, 1974. március 20. –) észt költő és író.

## Élete

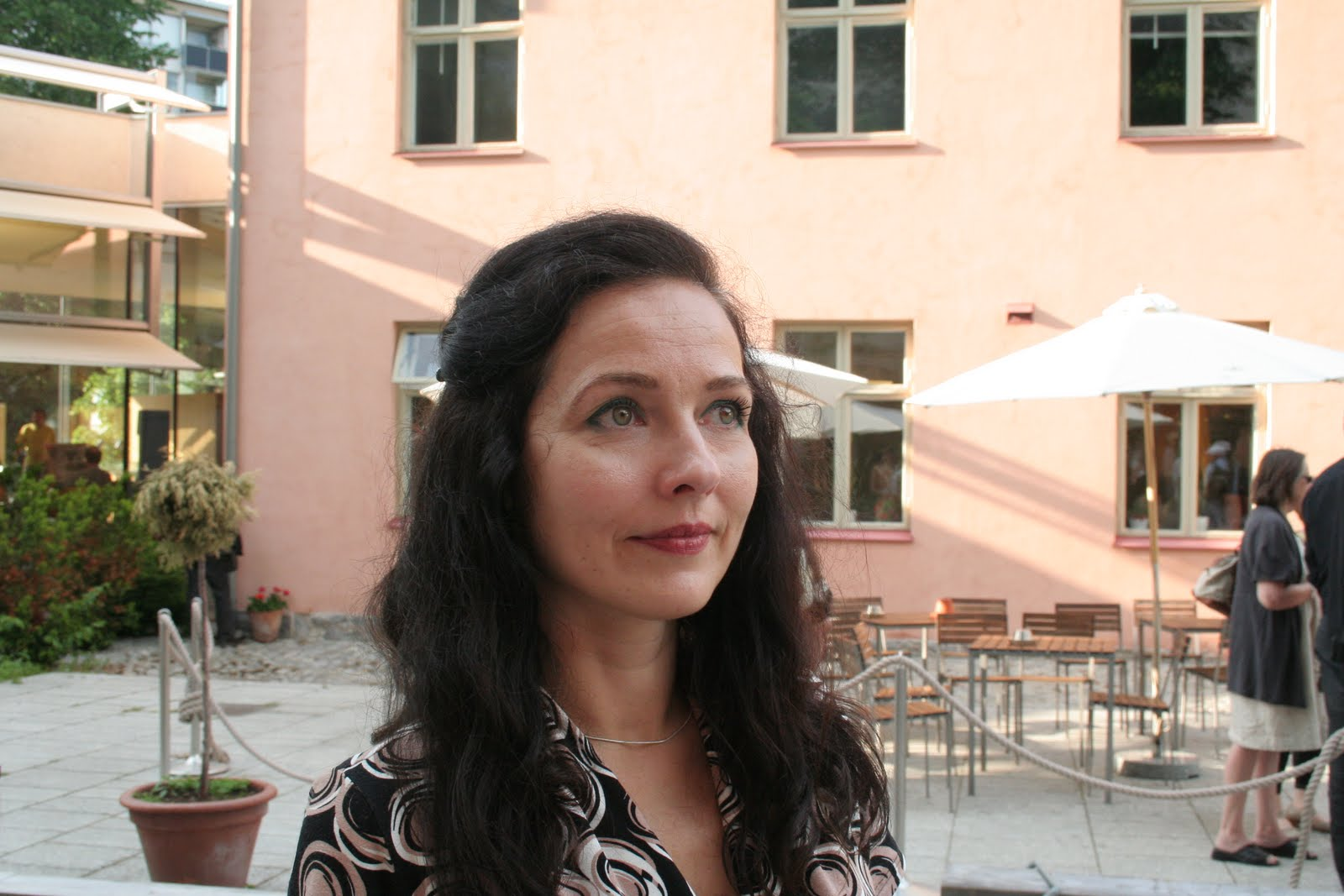
Turkuban, a Littera Baltica fesztiválon 2011. június 10-én

1981-től 1989-ig a Georg Ots Tallinni Zeneiskolába járt, 1992-ig hegedülni tanult. Ezt követően 1994 és 1999 között az Észt Humán Tudományos Intézetben színészi tanulmányokat folytatott. 1992 óta tagja az Észt Írók Szövetségének. Amikor az Észt PEN Klubot 2010. február 3-án újjáalakították, az igazgatótanács tagjává választották.
Irodalmi munkája mellett angol és finn fordítóként, valamint szerkesztőként is dolgozik. Tanít a turkui és a Tallinni Egyetemen. 
Első verseskötetét 1990-ben Telg (Tengely) címen, Elo Vee álnév alatt tette közzé. Az álnevet az apja 1995-es haláláig használta. Az első saját nevén kiadott könyve a V című, 1998-ban megjelent gyűjtemény volt. A személyes megközelítés mellett költészetének jellemző tulajdonságai az intellektuális és éles társadalomszemlélet, az irónia és a kritikus gondolkodás. A legutóbbi verseiben fontos a kísérleti modernizmus, amelyet a nyelvi és kompozíciós játékok, valamint a homályos képek jellemeznek.

### Családja
Elo Viiding apja Juhan Viiding (1948–1995), költő és színész; nagyapja, Paul Viiding (1904–1962), szintén költő és az Arbujad (Jövendőmondó) irodalmi csoport tagja, nagyanyja, Linda Viiding (1906–2003), fordító volt.
Édesanyja Riina Viiding (1948–) színházi szakember, anyai nagyapja, Kaljo Kiisk (1925–2007) színész, filmrendező és politikus volt. Elo Viiding férje Jaanus Adamson (1966–), irodalomkritikus.

## Művei
- Telg (versek, 1990) Tengely
- Laeka lähedus (versek, 1993) A doboz közelsége
- Võlavalgel (versek, 1995) Adósságfényben
- Ingelheim (próza, 1995)
- V (versek, 1998)
- Esimene tahe (versek, 2002) Az első akarat
- Teatud erandid (versek, 2003) Bizonyos kivételek
- Selge jälg (versek, 2005) Egyértelmű jel
- Püha Maama (próza, 2008) Szentföld
- Meie paremas maailmas (versek, 2009) A jobb világunkban
- Kestmine (versek, 2011) Halogatás
- Nõelad (versek, 2013) Tűk
- Teadvuselooja (versek, 2016) A tudatosság alkotója
- Ainult armastusest (versek, 2019) Csak a szerelemért

## Fordítás
- Ez a szócikk részben vagy egészben  az   Elo Viiding című német Wikipédia-szócikk ezen változatának fordításán alapul.  Az eredeti cikk szerkesztőit annak laptörténete sorolja fel. Ez a jelzés csupán a megfogalmazás eredetét és a szerzői jogokat jelzi, nem szolgál a cikkben szereplő információk forrásmegjelöléseként.